# Chissay-en-Touraine
Chissay-en-Touraine é uma comuna francesa na região administrativa do Centro, no departamento Loir-et-Cher. Estende-se por uma área de 18,15 km². Em 2010 a comuna tinha 1 131 habitantes (densidade: 62,3 hab./km²).